# Lijst van voetbalinterlands Albanië - Frankrijk (vrouwen)
Deze lijst van voetbalinterlands is een overzicht van alle officiële voetbalwedstrijden tussen de nationale vrouwenteams van Albanië en Frankrijk. De landen hebben tot nu toe twee keer tegen elkaar gespeeld.

## Wedstrijden
| № | Plaats | Datum             | Competitie           | Wedstrijd           | Uitslag |
| - | ------ | ----------------- | -------------------- | ------------------- | ------- |
| 1 | Tirana | 27 november 2015  | EK 2017 kwalificatie | Albanië − Frankrijk | 0 − 6   |
| 2 | Parijs | 20 september 2016 | EK 2017 kwalificatie | Frankrijk − Albanië | 6 − 0   |

## Samenvatting
| Competitie      | Totaal gespeeld | Winst Albanië | Gelijk | Winst Frankrijk | Doelsaldo Albanië – Frankrijk |
| --------------- | --------------- | ------------- | ------ | --------------- | ----------------------------- |
| EK kwalificatie | 2               | 0             | 0      | 2               | 0 − 12                        |
| Totaal          | 2               | 0             | 0      | 2               | 0 − 12                        |